# 毛枝黄杨
毛枝黄杨（学名：Buxus pubiramea）是黄杨科黄杨属的植物，为中国的特有植物。分布在中国大陆的海南等地，生长于海拔650米的地区，常生长在山坡林下，目前尚未由人工引种栽培。